# Gobernación de Cadisía
Cadisía o al-Qadisiya (en árabe: القادسية Al-Qadisiyah‎) es una de las dieciocho gobernaciones que conforman la república de Irak. Su capital es Diwaniya. Ubicada en el centro del país, limita al norte con Babilonia, al este con Wásit, al sureste con Di Car, al sur con Mutana y al oeste con Náyaf. 
Durante casi un año, las tropas españolas estuvieron allí desplegadas. En abril de 2004, fueron retiradas por orden del Presidente Zapatero. Qadisiyah es casi completamente chiita. Por esa razón la gran mayoría del gente de la provincia no simpatizaban con los soldados norteamericanos quien estaban allí desplegados.
- Datos: Q62987
- Multimedia: Qadisiyyah Governorate / Q62987